# Ancien hôtel de ville de Leith
L'ancien Hôtel de ville de Leith est un bâtiment municipal situé dans la Queen Charlotte Street, dans le quartier portuaire de Leith à Édimbourg, en Écosse. L'ancien hôtel de ville, qui était le lieu de réunion du conseil municipal de Leith Burgh, est aujourd'hui utilisé comme poste de police. Il s'agit d'un bâtiment classé de catégorie A.

## Histoire

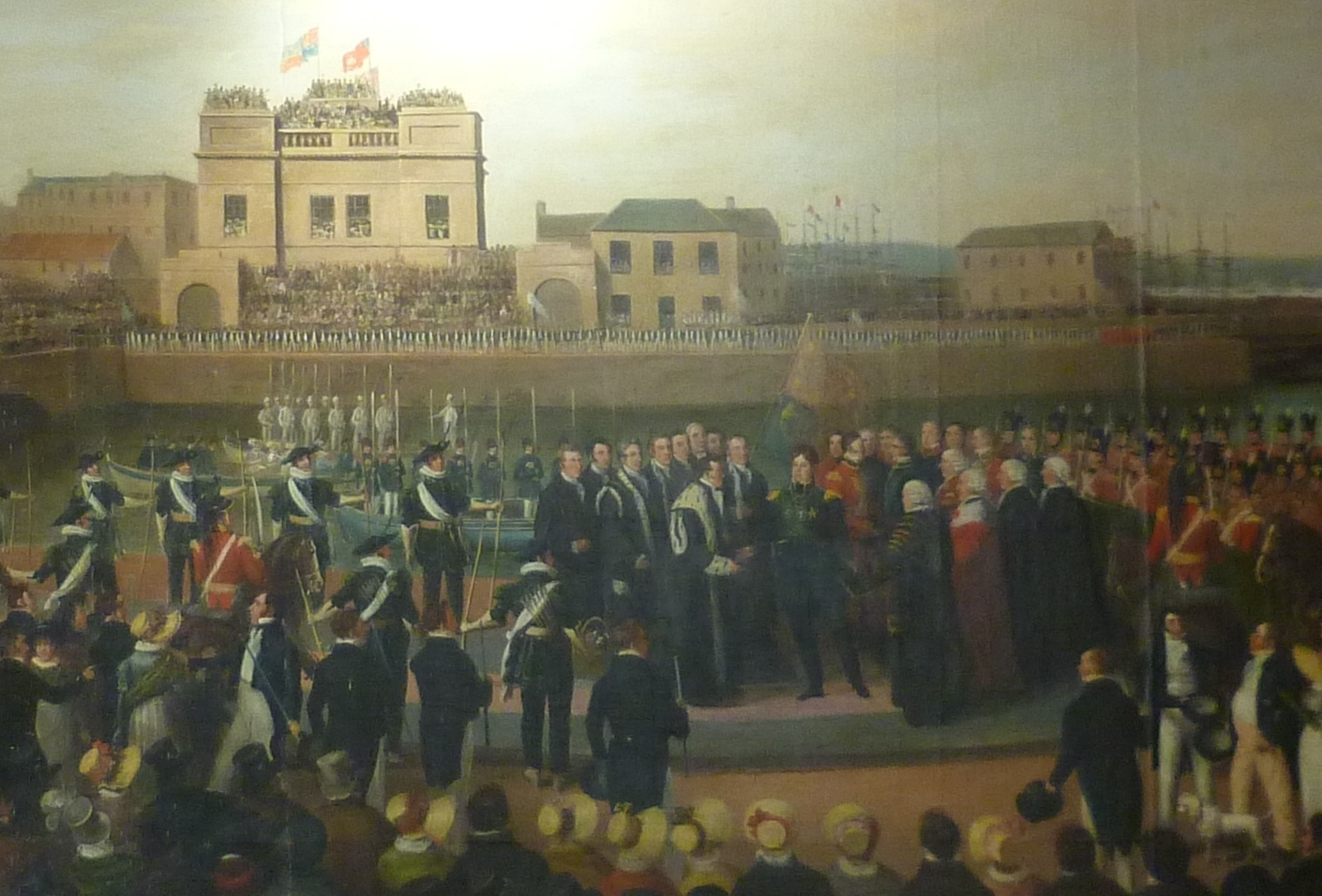
Détail du Débarquement de George IV à Leith par Alexander Carse, accroché dans l'ancien hôtel de ville

Le bâtiment actuel a remplacé un péage du XVIe siècle à Tolbooth Wynd qui était devenu délabré et, malgré les objections de Sir Walter Scott, et de l'antiquaire Charles Kirkpatrick Sharpe, a été démoli en 1824. Après une croissance industrielle significative, notamment associée aux installations de construction et de réparation navales de la ville, la loi de 1827 sur la police de Leith, qui prévoyait le « gouvernement municipal de la ville et des banlieues de la ville de Leith », a été promulguée en 1827. Dans ce contexte, les dirigeants municipaux décidèrent de se doter d'un nouvel hôtel de ville : le site choisi se trouvait à l'angle de Queen Charlotte Street et de Constitution Street, cette dernière étant l'artère principale menant aux Leith Docks.
La première pierre du nouveau bâtiment fut posée en mars 1828. Il a été conçu dans le style néoclassique, à partir de pierres de taille apportées de la carrière de Craigleith et achevé au printemps 1829. 
À l'intérieur, les principales pièces étaient la salle d'audience, au nord, et la salle du conseil au sud. Un tableau d' Alexander Carse, représentant l'arrivée du roi George IV à Leith Docks lors de sa visite en Écosse en 1822, a été accroché dans la nouvelle salle du conseil,,.
La ville est devenue un bourg indépendant en 1833 avec la mairie comme siège. L'hôtel de ville a été agrandi vers l'est le long de la rue Queen Charlotte La salle du conseil a été rénovée en 1878 et redécorée par Thomas Bonnar en 1892.
L'hôtel de ville a cessé d'être le siège du gouvernement local lorsque le bourg de Leith a été annexé par la ville d'Édimbourg en 1920,. En guise de consolation, les habitants de Leith ont reçu un nouveau complexe de théâtre et de bibliothèque sur Ferry Road, qui a été pendant un certain temps appelé le nouvel hôtel de ville. Entre-temps, l'ancien hôtel de ville a été utilisé comme bureaux commerciaux jusqu'en 1983, date à laquelle il a été transformé en poste de police.